# Cratere Ormazd
Ormazd è un cratere sulla superficie di Rea.